# Enrique Castro González
|  | «Quini» redirigeix aquí. Vegeu-ne altres significats a «Joaquín José Marín Ruiz». |

Enrique de Castro González, conegut com a Quini, (Oviedo, 23 de setembre de 1949 - Gijón, 27 de febrer de 2018) va ser un destacat futbolista espanyol dels anys 70 i 80.
En una carrera totalment connectada amb l'Sporting de Gijón i el FC Barcelona, va ser àmpliament considerat com un dels millors davanters del país, havent guanyat un total de set premis Trofeu Pitxitxi, cinc dels quals a primera divisió.
Internacional amb la selecció espanyola durant 12 anys, Quini va representar Espanya en dues Copes del Món i una Eurocopa.

## Biografia
Quini va néixer el 1949 a Uviéu (Astúries) encara que molt aviat es va traslladar a viure a Avilés, on va començar la seva carrera com a futbolista al Club Deportivo Ensidesa. Més tard fitxaria per l'Sporting i anys després pel FC Barcelona.
Jugava com davanter centre, sempre amb el nombre 9 a la samarreta, i destacava pel seu gran olfacte golejador. És un dels grans golejadors de la història del futbol espanyol. Ostenta el rècord d'haver estat el màxim golejador de la lliga (Pitxitxi) en set ocasions, cinc en primera divisió i dues en segona. Va arribar a jugar 448 partits en primera divisió, en els quals va marcar 218 gols. Va ser molt estimat per tot el públic espanyol no només per les seves habilitats golejadores sinó per la seva senzillesa, simpatia i esportivitat.
El 16 de març de 1972 jugant amb la selecció espanyola enfront de la selecció d'Irlanda del Nord, va patir una greu lesió produïda per George Best en un partit va ser jugat a Boothferry Park, Kingston upon Hull (Anglaterra).
L'1 de març de 1981 va protagonitzar un fet que va convulsionar el futbol espanyol. Sent el davanter centre del FC Barcelona, va ser segrestat hores després d'un partit de Lliga, en el qual Quini havia marcat tres gols al Camp Nou a l'Hèrcules d'Alacant. El segrest va durar 25 dies i va causar un gran impacte en la societat espanyola. El seu segrest va truncar la trajectòria d'un Barcelona que, després d'un molt mal començament, s'havia situat segon a la lliga a només 2 punts del líder, l'Atlètic de Madrid, al qual havia de visitar la jornada següent. L'episodi va tenir també un gran impacte per als seus companys i se cita com un dels motius que van portar l'equip a perdre aquella lliga.
Va ser alliberat el 25 de març de 1981 en una operació de la Policia Nacional Espanyola, que el va rescatar d'un amagatall situat als baixos d'un magatzem de Saragossa. El seu alliberament va produir una explosió d'alegria a tot Espanya. Com a anècdota, cal assenyalar que, la mateixa tarda del seu alliberament, la selecció espanyola de futbol, de la qual Quini era habitual, jugava un partit contra Anglaterra a l'estadi de Wembley, a Londres. L'alegria dels jugadors espanyols per l'alliberament de Quini, els va portar a guanyar per primera vegada a la història a la selecció anglesa en el seu propi país (1-2).
Pocs dies després del seu alliberament, i malgrat el trauma sofert, Quini es va reincorporar als entrenaments i va tenir forces per a acabar la temporada sent el màxim golejador de la lliga (Pitxitxi) i per a col·laborar activament a fer que el Barça guanyés la Copa del Rei d'aquella temporada. A la final, Quini va marcar dos gols precisament al seu exequip, l'Sporting de Gijón, al que el Barça va derrotar per 3 a 1 a l'estadi Vicente Calderón de Madrid.
Amb el FC Barcelona, en el qual va coincidir amb jugadors de la categoria de Diego Armando Maradona, Schuster, Simonsen, "Lobo" Carrasco, Marcos, Migueli o Alexanko, també va poder conquerir quatre títols més, entre els quals destaca la Recopa d'Europa de la temporada 1981-1982. Va ser titular, i va marcar el segon gol, en aquella final de la Recopa, que el Barça va guanyar a l'Standard de Lieja per 2-1 al Camp Nou.
Es va retirar de la selecció després del Mundial d'Espanya '82 després d'haver jugat 35 partits amb ella i haver marcat 8 gols.
El 1984 va abandonar el Barça per tornar a l'Sporting de Gijón, on va jugar les tres últimes temporades de la seva carrera.
Finalitzada la seva carrera, es va incorporar al cos tècnic del Real Sporting i va ser-ne delegat de camp durant anys. Era germà d'un altre destacat futbolista asturià, Jesús Castro, que va morir tràgicament ofegat quan rescatava dos nens que s'ofegaven a la platja càntabra "El Pechón".
Va morir el 2018 a causa d'una aturada cardíaca. Un dia després de la seva mort, l'Ajuntament de Gijón va aprovar rebatejar l'Estadi El Molinón amb el seu nom.

## Clubs
- Club Deportivo Ensidesa - 1966 - 1968
- Real Sporting de Gijón - 1968 - 1980
- FC Barcelona - 1980 - 1984
- Real Sporting de Gijón - 1984-1987.

## Palmarès

### Pitxitxi
- Real Sporting - 1969/1970 - 24 gols - Segona Divisió
- Real Sporting - 1973/1974 - 20 gols - primera divisió
- Real Sporting - 1975/1976 - 21 gols - primera divisió
- Real Sporting - 1976/1977 - 27 gols - Segona Divisió
- Real Sporting - 1979/1980 - 24 gols - primera divisió
- FC Barcelona - 1980/1981 - 20 gols - primera divisió
- FC Barcelona - 1981/1982 - 26 gols - primera divisió

### Campionats espanyols
- FC Barcelona - Copa del Rei - 1980-1981
- FC Barcelona - Copa del Rei - 1982-1983
- FC Barcelona - Copa de la Lliga - 1982-1983
- FC Barcelona - Supercopa d'Espanya - 1983-1984

### Copes Internacionals
- FC Barcelona - Recopa d'Europa - 1981-1982

### Participacions en campionats de seleccions
- Eurocopa de Futbol de 1976 - Espanya
- Copa del Món de Futbol 1978 - Espanya
- Eurocopa de futbol de 1980 - Espanya
- Copa del Món de Futbol 1982 - Espanya